# Campionat pernambucano

Campionat pernambucano / Pernambuco

El Campionat pernambucano és el campionat estatal de futbol de Pernambuco, organtizat per la Federação Pernambucana de Futebol.

## Campions
Font:
Era amateur
- 1915:  Flamengo (1)
- 1916:  Sport (1)
- 1917:  Sport (2)
- 1918:  América (1)
- 1919:  América (2)
- 1920:  Sport (3)
- 1921:  América (3)
- 1922:  América (4)
- 1923:  Sport (4)
- 1924:  Sport (5)
- 1925:  Sport (6)
- 1926:  Torre (1)
- 1927:  América (5)
- 1928:  Sport (7)
- 1929:  Torre (2)
- 1930:  Torre (3)
- 1931:  Santa Cruz (1)
- 1932:  Santa Cruz (2)
- 1933:  Santa Cruz (3)
- 1934:  Náutico (1)
- 1935:  Santa Cruz (4)
- 1936:  Tramways (1)

Era professional
- 1937:  Tramways (2)
- 1938:  Sport (8)
- 1939:  Náutico (2)
- 1940:  Santa Cruz (5)
- 1941:  Sport (9)
- 1942:  Sport (10)
- 1943:  Sport (11)
- 1944:  América (6)
- 1945:  Náutico (3)
- 1946:  Santa Cruz (6)
- 1947:  Santa Cruz (7)
- 1948:  Sport (12)
- 1949:  Sport (13)
- 1950:  Náutico (4)
- 1951:  Náutico (5)
- 1952:  Náutico (6)
- 1953:  Sport (14)
- 1954:  Náutico (7)
- 1955:  Sport (15)
- 1956:  Sport (16)
- 1957:  Santa Cruz (8)
- 1958:  Sport (17)
- 1959:  Santa Cruz (9)
- 1960:  Náutico (8)
- 1961:  Sport (18)
- 1962:  Sport (19)
- 1963:  Náutico (9)
- 1964:  Náutico (10)
- 1965:  Náutico (11)
- 1966:  Náutico (12)
- 1967:  Náutico (13)
- 1968:  Náutico (14)
- 1969:  Santa Cruz (10)
- 1970:  Santa Cruz (11)
- 1971:  Santa Cruz (12)
- 1972:  Santa Cruz (13)
- 1973:  Santa Cruz (14)
- 1974:  Náutico (15)
- 1975:  Sport (20)
- 1976:  Santa Cruz (15)
- 1977:  Sport (21)
- 1978:  Santa Cruz (16)
- 1979:  Santa Cruz (17)
- 1980:  Sport (22)
- 1981:  Sport (23)
- 1982:  Sport (24)
- 1983:  Santa Cruz (18)
- 1984:  Náutico (16)
- 1985:  Náutico (17)
- 1986:  Santa Cruz (19)
- 1987:  Santa Cruz (20)
- 1988:  Sport (25)
- 1989:  Náutico (18)
- 1990:  Santa Cruz (21)
- 1991:  Sport (26)
- 1992:  Sport (27)
- 1993:  Santa Cruz (22)
- 1994:  Sport (28)
- 1995:  Santa Cruz (23)
- 1996:  Sport (29)
- 1997:  Sport (30)
- 1998:  Sport (31)
- 1999:  Sport (32)
- 2000:  Sport (33)
- 2001:  Náutico (19)
- 2002:  Náutico (20)
- 2003:  Sport (34)
- 2004:  Náutico (21)
- 2005:  Santa Cruz (24)
- 2006:  Sport (35)
- 2007:  Sport (36)
- 2008:  Sport (37)
- 2009:  Sport (38)
- 2010:  Sport (39)
- 2011:  Santa Cruz (25)
- 2012:  Santa Cruz (26)
- 2013:  Santa Cruz (27)
- 2014:  Sport (40)
- 2015:  Santa Cruz (28)
- 2016:  Santa Cruz (29)
- 2017:  Sport (41)
- 2018:  Náutico (22)
- 2019:  Sport (42)
- 2020:  Salgueiro (1)
- 2021:  Náutico (23)
- 2022:  Náutico (24)
- 2023:  Sport (43)
- 2024:  Sport (44)
- 2025:  Sport (45)

## Títols per equip
- Sport Club do Recife (Recife) 45 títols
- Santa Cruz Futebol Clube (Recife) 29 títols
- Clube Náutico Capibaribe (Recife) 24 títols
- América Futebol Clube (PE) (Recife) 6 títols
- Torre Sport Club (Recife) 3 títols
- Tramways Sport Club (Recife) 2 títols
- Sport Club Flamengo (Recife) 1 títol
- Salgueiro Atlético Clube (Salgueiro) 1 títol

## Copa Pernambuco
La Copa Pernambuco és una competició disputada al segon semestre de l'any pels clubs de l'estat.

### Campions
| Temporada | Campió        | Finalista          |
| --------- | ------------- | ------------------ |
| 1994      | Ypiranga      | Vitória-PE         |
| 1995      | Vitória-PE    | Flamengo-PE        |
| 1996      | Recife        | Central            |
| 1997      | Recife        | Serrano            |
| 1998      | Sport         | Santa Cruz         |
| 1999      | Porto         | Central            |
| 2000      | Recife        | Sport              |
| 2001      | Central       | Decisão            |
| 2002      | Recife        | Intercontinental   |
| 2003      | Sport         | Náutico            |
| 2004      | Vitória-PE    | Centro Limoeirense |
| 2005      | Salgueiro     | Sport              |
| 2006      | No es disputà | No es disputà      |
| 2007      | Sport         | Náutico            |
| 2008      | Santa Cruz    | Atlético-PE        |
| 2009      | Santa Cruz    | Central            |
| 2010      | Santa Cruz    | Porto              |
| 2011      | Náutico       | Santa Cruz         |
| 2012      | Santa Cruz    | Porto              |
| 2013-18   | No es disputà | No es disputà      |
| 2019      | Santa Cruz    | Náutico            |
| 2020      | No es disputà | No es disputà      |